# Varujan Burmaian
Varujan Burmaian (São Paulo-Denver, 1 de septiembre de 2006) fue un abogado, empresario y diplomático brasileño. A su muerte, su fortuna se estimaba en R$ 1,2 billones de reales.

## Biografía
Hijo de inmigrantes armenios, se formó en Derecho por la Facultad de Derecho del Largo San Francisco, aunque no ejerció su propesión y destacó por la innovación en el comercio de calzados, donde se hizo líder del mercado. Actuó, inicialmente, con las Lojas Pejan y más recientemente con las Lojas DIC, World Tennis y Lojas Brasilia. En la década de 1960 fundó el Banco Sofisa.
En el gobierno del presidente Fernando Henrique Cardoso, fue nombrado embajador de Brasil en la República de Armenia.